# North American F-86 Sabre
El North American F-86 Sabre fue un avión de caza a reacción fabricado por North American Aviation para la Fuerza Aérea de los Estados Unidos. El F-86 fue desarrollado a finales de los años 1940, siendo uno de los aviones de combate más producidos y el cual ha sido utilizado por fuerzas aéreas de más de 30 países. 
El enfrentamiento entre el Sabre y el Mikoyan-Gurevich MiG-15 durante la guerra de Corea es uno de los más famosos en la historia de la aviación militar. El F-86 Sabre empezó como un rediseño del FJ-1 Fury.
Su éxito llevó a una producción extendida de más de 7800 aviones entre 1949 y 1956 en los Estados Unidos, Japón e Italia. Se construyeron variantes en Canadá y Australia. El Canadair CL-13 Sabre agregó otras 1815 células. El significativamente rediseñado CAC Sabre (a veces conocido como Avon Sabre o CAC CA-27) tuvo una producción de 112 ejemplares. El Sabre es, con mucho, el avión de caza a reacción más producido en occidente, con una producción total de todas las variantes de 9860 unidades.

## Desarrollo

### Prototipos
Con el fin de cumplir un requerimiento emitido por las USAAF (United States Army Air Forces) de un caza diurno que pudiese utilizarse también como caza de escolta y de bombardeo en picado. North American presentó un diseño conocido como NA-140.
A finales de 1944 se contrataron dos prototipos XP-86 del diseño NA-140, pero al concluir la guerra se tuvo acceso a los datos referentes a los progresos realizados en Alemania en el campo de las alas en flecha. North American llegó a un acuerdo con las USAAF para rediseñar el XP-86, de manera que incorporase alas y empenajes caudales aflechados. Ello supuso un año de retraso y no fue hasta el 1 de octubre de 1947 que alzó el vuelo el primer prototipo, propulsado para la ocasión por un turborreactor General Electric TG-180 (o J35-C-3), producido por Chevrolet, de 1700 kg de empuje; el 25 de abril de 1948, remotorizado con un turborreactor General Electric J47 y denominado YP-86A, este avión excedió la velocidad de Mach 1 en picado ligero.

### Producción

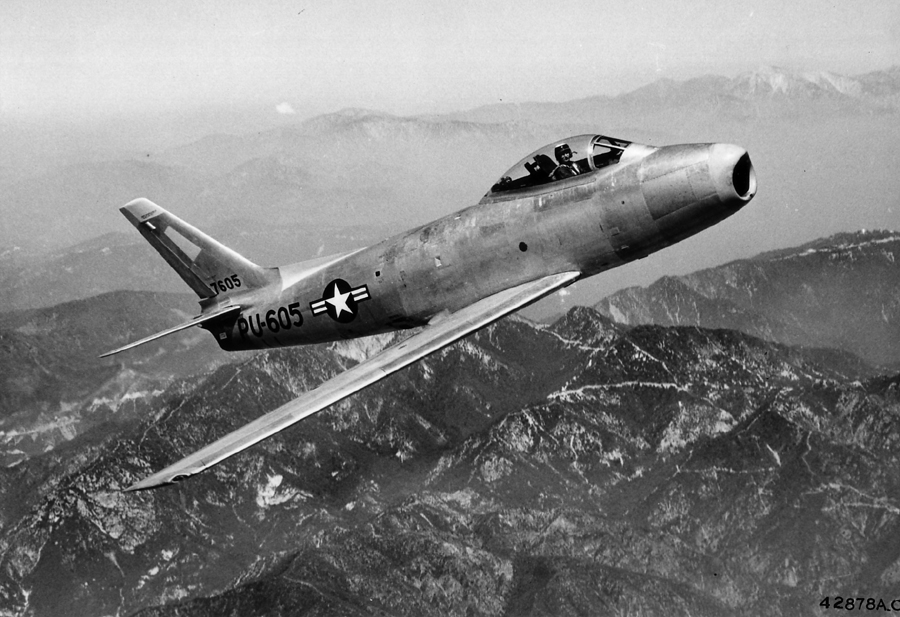
F-86A de la USAF.

La primera versión de serie fue la P-86A, propulsada inicialmente por un motor General Electric J47-GE-1 de 2200 kg de empuje y que voló por primera vez en mayo de 1948. Un mes después, el nuevo sistema de designaciones de la USAF convirtió al P-86A en el F-86A, y en 1949, cuando se le asignó el sobrenombre de "Sabre", el nuevo caza comenzó a entrar en servicio equipando a los Grupos de Caza nos. 1, 4 y 81 de la USAF; el primer ejemplar fue a manos del 94.º Escuadrón del 1.er Grupo de Caza en febrero de 1949.
La producción del F-86A ascendió a 554 aviones, la mayoría dotados con turborreactores J47-GE-3, -7, -9 o -13 de 2360 kg de empuje.
La versión siguiente, en orden cronológico, fue la F-86E, con estabilizadores enterizos, seguida por la F-86F con el ala modificada, de la que se produjeron 1539 ejemplares. La variante más prolífica fue la de caza nocturna y todo tiempo F-86D (2540 unidades), a la que siguieron la F-86H de cazabombardero, con el motor más potente J73 (477 aparatos construidos), y la F-86K (120), variante simplificada de la F-86D. Bajo la designación TF-86 se montaron dos entrenadores con doble mando a partir de sendos F-86F, y la denominación F-86L fue aplicada a F-86D reconstruidos (827), que introducían mayor envergadura alar y aviónica mejorada. Los F-86B y F-86C no llegaron a entrar en producción.
Además de los producidos por North American, Canadair Ltd de Montreal construyó 60 F-86E para la USAF, seguidos por 290 cazas similares Sabre Mk 2 (230 para la RCAF y 60 para el Programa Ayuda Mutua para la Defensa). La producción canadiense prosiguió con un Sabre Mk 3 para probar el motor autóctono Orenda, 438 Sabre Mk 4 para la RAF con motores General Electric, 370 Sabre Mk 5 con turborreactores Orenda 10 de 2880 kg de empuje y 655 aviones Sabre Mk 6 con motor Orenda 14 de 3300 kg de empuje.
La compañía australiana Commonwealth Aircraft Corporation participó también en la producción del Sabre, modificando su célula para aceptar el cañón Aden de 30 mm (dos por aparato), y un motor Rolls-Royce Avon 26 de 3400 kg de empuje, y construyendo para las RAAF 21 Sabre Mk 30 y 20 Sabre Mk 31, además de 69 cazas Sabre Mk 32 con motores de producción australiana. Fiat montó en Italia 221 aviones F-86K a partir de componentes suministrados por North American, y de igual modo comenzó la producción en Japón, donde Mitsubishi dirigió un grupo de empresas del país que primero montaron y más tarde construyeron un total de 300 aparatos F-86F y RF-86F.
Un requerimiento por un cazabombardero para equipar a la Armada estadounidense y al Cuerpo de Marines, en sustitución del North American FJ-1 Fury, resultó en un contrato por tres prototipos XFJ-2 Fury para evaluación. Estos aparatos eran básicamente similares a los F-86E de la USAF, pero incorporaban gancho de apontaje, aterrizador delantero alargado y enganches de catapultaje. Aparecieron a continuación 200 cazas FJ-2 con alas plegables, 538 FJ-3 con fuselaje ampliado y planta motriz más potente (Wright J65-W-2 o J65-W-4 de 3650 kg y 3470 kg de empuje, respectivamente), 152 ejemplares de la versión totalmente rediseñada FJ-4 (más tarde F-1E y dotada con un turborreactor Wright J65-W-16A de 3490 kg de empuje) y 222 de la versión mejorada de ataque FJ-4B (o AF-1E y que incorporaba una célula completamente nueva). Dos ejemplares de una inusual variante del FJ-4B fueron designados FJ-4F; empleados en evaluaciones, presentaban un motor cohete auxiliar.

## Historia operacional

### Corea

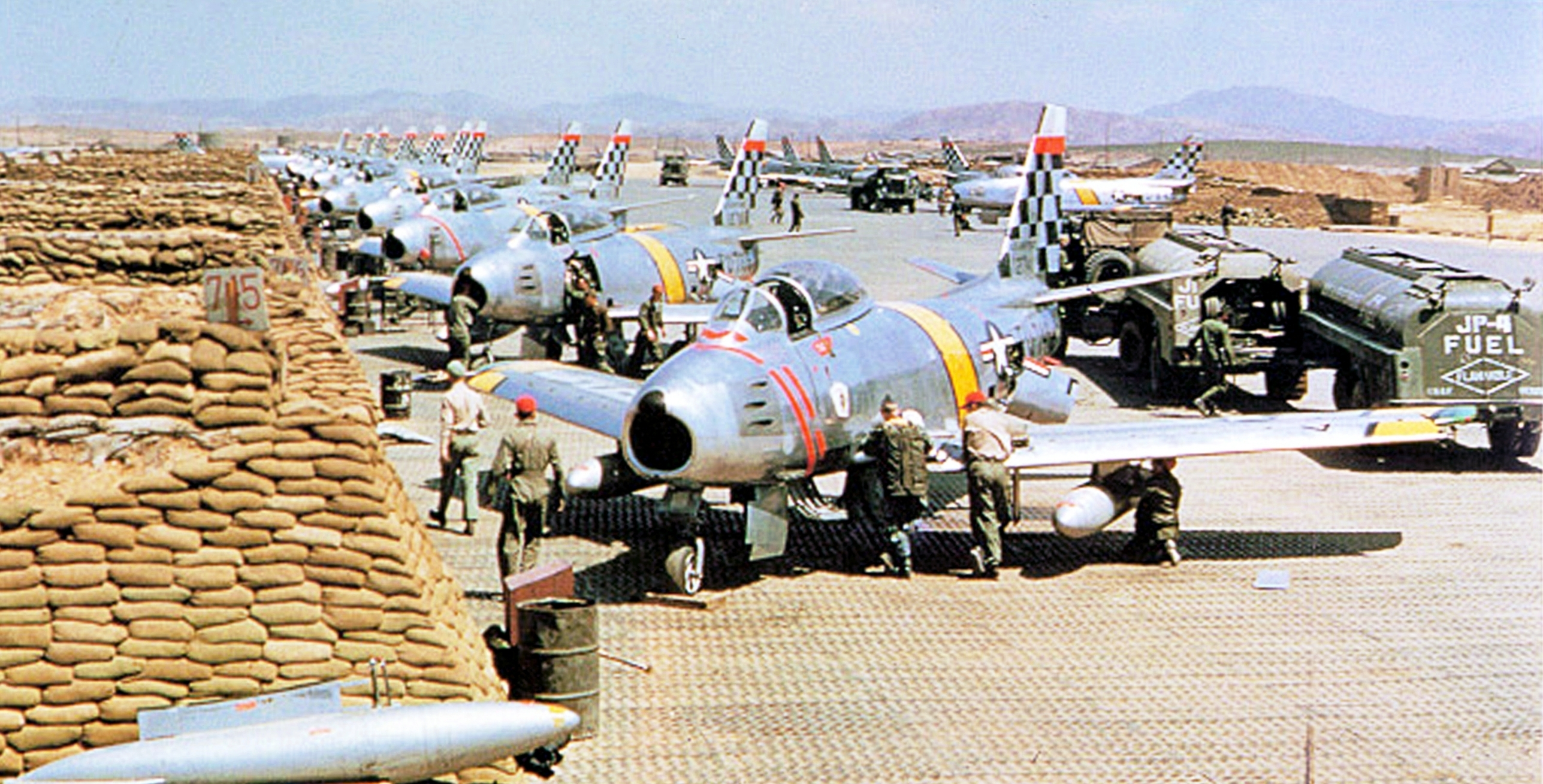
Cazas F-86 Sabre de la Fuerza Aérea de los Estados Unidos del Grupo interceptor 51st Wing "Checkertails" se preparan para el combate durante la guerra de Corea en la base aérea de Suwon.

El F-86 se convirtió en el principal caza a reacción utilizado por los estadounidenses en la guerra de Corea. Los reactores F-80 y F-84 tuvieron buen rendimiento hasta que se encontraron con los MiG-15 "Fagot" en noviembre de 1950. Como respuesta al MiG-15, los tres escuadrones de F-86A disponibles fueron trasladados a Japón en diciembre. Las primeras variantes del F-86 no podían equipararse por completo al MiG-15.
Los MiG-15 eran superiores a los primeros F-86 que se encontraron en Corea. Con la introducción de la versión F-86F en 1953, los dos aviones estaban muy igualados. Gran parte de los combates aéreos se desarrollaron en el Callejón de los MiG, que es el nombre que los pilotos occidentales dieron a la parte noroccidental de Corea del Norte. Fue aquí donde se desarrolló la primera batalla a gran escala entre reactores, entre los soviéticos MiG-15 y los estadounidenses F-86 Sabre. Parte del éxito del F-86 se debió a los pilotos estadounidenses, veteranos de la Segunda Guerra Mundial, que se enfrentaban a norcoreanos y chinos sin experiencia de combate. Más duro de roer fue el hueso de los MiG-15 operados por pilotos soviéticos, también veteranos de combate en la Segunda Guerra Mundial, que fueron los que inicialmente volaron en Corea y que fueron los que más F-86 derribaron en combate aéreo. Al final de la guerra, los F-86 reclamaron el derribo de 792 MiG-15 frente a 78 Sabre derribados, una relación de 10:1. Se cree actualmente que la relación real seguramente fue de 2:1. Por su parte, los pilotos de MiG reclamaron el derribo de 600 F-86 Sabre.
El segundo Escuadrón de la Fuerza Aérea de Sudáfrica también voló en combate los F-86 en Corea. Un total de 40 pilotos ganaron la acreditación de as durante la guerra de Corea volando el F-86 Sabre. La experiencia de Corea creó sucesivas versiones y variantes que entraron en combate, de las cuales la última fue la F-86F.

### Taiwán
En 1958, los MiG-15 "Fagot" y MiG-17 "Fresco" de la Fuerza Aérea del Ejército de Liberación Popular (PLAAF) se enfrentaron sobre el Estrecho de Formosa a los F-86 Sabre y F-84 Thunderjet de la Fuerza Aérea de Taiwán. Desde diciembre de 1954 hasta 1956, Taiwán había recibido 160 F-86F excedentes de la USAF. Para 1958 contaba con al menos 320 F-86F y 7 RF-86F, actualizados a la versión F-86F-40.
La lucha se desarrolló inicialmente con tácticas parecidas a las de Corea. Los MiG-17 aprovechaban su mayor techo y volaban sobre las formaciones de F-86, eligiendo luchar cuando consideraban la situación favorable para ellos. Con la llegada del AIM-9 Sidewinder, la balanza se inclinó del lado de los F-86 de Taiwán, que derribaron al menos 10 MiG con sus misiles el 24 de septiembre de 1958.
Estados Unidos decidió enviar en secreto un lote de misiles AIM-9B Sidewinder y un equipo de mecánicos del Cuerpo de Marines estadounidense adaptó los F-86 taiwaneses para su empleo. El 24 de septiembre, los AIM-9 se emplearon por primera vez contra los MiG-17, que se pensaban seguros pues volaban a distancia suficiente para quedar lejos de las ametralladoras de los F-86, y fueron pillados totalmente por sorpresa. Previamente la USAF había empleado sus F-100D Super Sabre para simular el perfil de vuelo de los MiG-17 y entrenar a los pilotos taiwaneses en el manejo de los Sidewinder en combate. Al final de un mes de combates aéreos, Taiwán reclamó 29 MiG frente a la pérdida de solo 2 F-84G.

### Pakistán

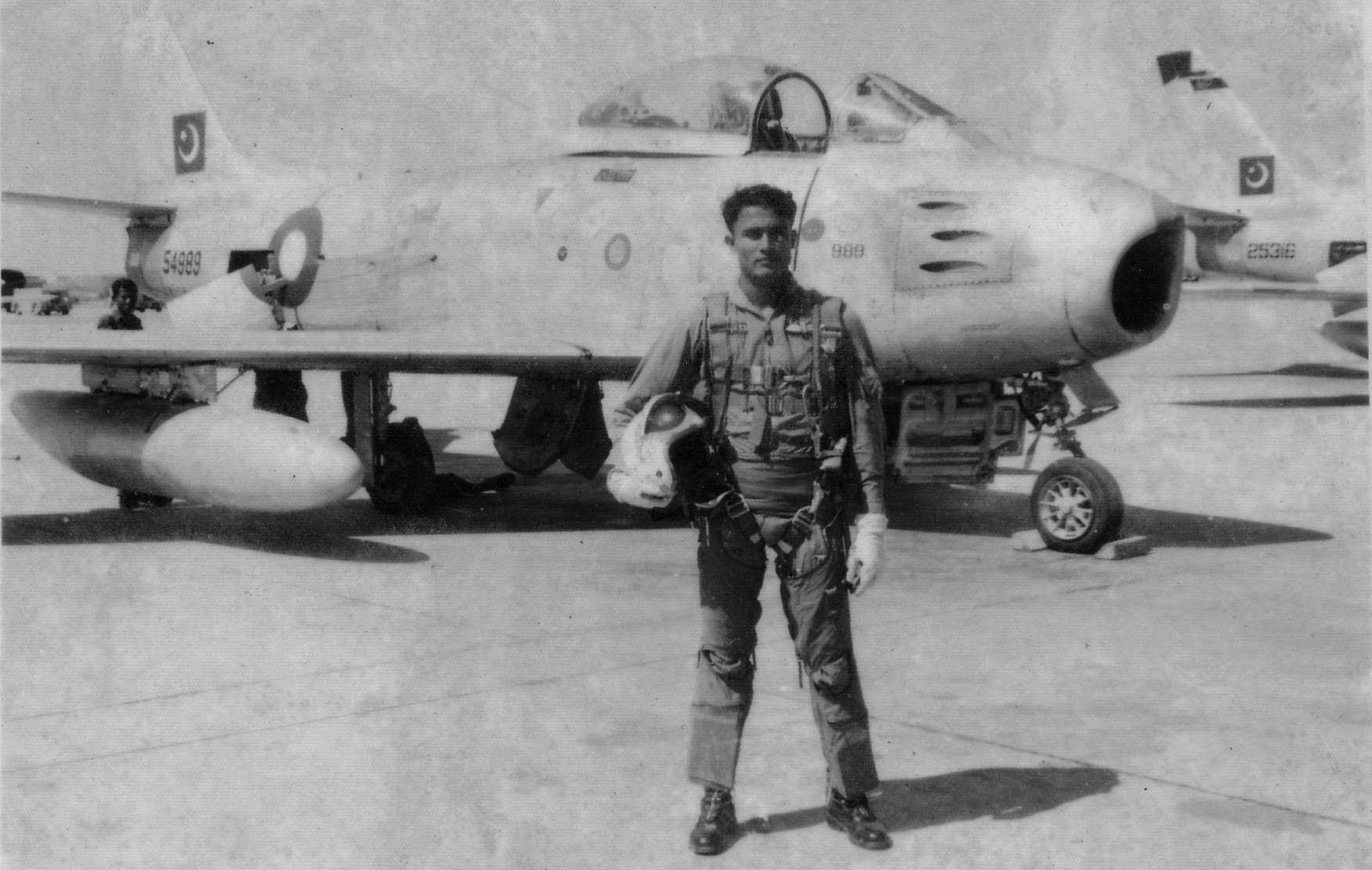
Waleed Karim con su F-86 Sabre.

Con la firma del Tratado de Asistencia Mutua en 1954, Estados Unidos suministró 102 F-86F a Pakistán, aunque este número aumentó, siendo la punta de lanza de la Fuerza Aérea de Pakistán (PAF). Muchos de estos aviones eran F-86F-35 excedente de la USAF, pero algunos eran del último bloque de producción F-86F-40-NA, fabricado específicamente para la exportación. Muchos de los -35 se llevaron a los estándares del -40 antes de ser enviados a Pakistán, pero algunos permanecieron sin modificar. El F-86 fue operado por nueve escuadrones de la PAF en varios momentos: Nos. 5, 11, 14, 15, 16, 17, 18, 19 y 26.
Al estallar la guerra indo-pakistaní de 1965, durante los 22 días de guerra, el F-86 se convirtió en el pilar de la PAF, aunque el Sabre ya no era un caza de clase mundial (debido a la disponibilidad de aviones supersónicos). Sin embargo, muchas fuentes afirman que el F-86 le dio a la PAF una ventaja tecnológica. El Sabre entra en combate por primera vez en Pakistán, siendo el caballo de batalla en contra de los aviones de combate indios, durante los meses de agosto y septiembre. Los F-86 se enfrentaron contra cazas indios de todo tipo, que lo superaban en varios aspectos, siendo su contendiente principal el Folland Gnat; este fue el avión que más problemas dio a los pilotos pakistaníes, puesto que debido a su diminuto tamaño y mejor capacidad de maniobra en el plano vertical, era mucho más peligroso y potente que el viejo y vetusto Sabre, siendo apodado "Asesino de Sabres" debido a su alto desempeño. También se enfrentaron contra Hawker Hunter, Dassault Mystere IV y De Havilland Vampire, con los que lograron mayor éxito.
Los Sabre afirmaron haber derribado 15 aviones de la IAF, incluidos nueve Hunter, cuatro Vampire y dos Gnat. India, sin embargo, admitió una pérdida de 14 aviones de combate en manos de los F-86 de la PAF. Los F-86 tenían la ventaja de estar armados con misiles AIM-9B Sidewinder/GAR-8 mientras que ninguno de sus adversarios indios tenía esta capacidad. A pesar de esto, la IAF afirmó haber derribado cuatro Sabre de la PAF en combate aire-aire. Esta afirmación es cuestionada por la PAF, que admitió haber perdido siete F-86 Sabre, pero solo tres de ellos durante batallas aéreas.
El Canadair CL-13 Sabre (Mark 6), adquirido de la Luftwaffe a través de Irán, fue el pilar de las operaciones de caza de la PAF durante la guerra indo-pakistaní de 1971, y tuvo el desafío de lidiar con la amenaza de la IAF.
Al comienzo de la guerra, la PAF tenía ocho escuadrones de F-86 Sabre. Junto con los modelos de caza más modernos, como el Mirage IIIEP y el Shenyang F-6, el Sabre se encargó de la mayoría de las operaciones durante la guerra. En el este de Pakistán, solo un escuadrón F-86 de la PAF (Escuadrón 14) se desplegó para enfrentarse a la superioridad numérica de la IAF.
Los F-86E/F de la PAF tuvieron un buen desempeño, con el reclamo pakistaní de 31 aviones indios derribados en combate aire-aire. Estos incluyeron 17 Hawker Hunter, ocho Sukhoi Su-7, un MiG-21FL y tres Gnat, mientras perdían siete F-86. El más interesante de estos fue una batalla entre dos Sabres y cuatro MiG-21. Un MiG fue derribado, sin ningún Sabre perdido. Esto se logró debido a un mejor rendimiento a baja velocidad del Sabre en comparación con el MiG-21 con alas delta.
Sin embargo, la India afirma haber derribado 11 Sabre de la PAF por la pérdida de 11 aviones de combate a manos de los F-86 de la PAF. La superioridad numérica de la IAF abrumó al único escuadrón de Sabre de Pakistán Oriental (y otros aviones militares) que fueron derribados o aplastados, lo que permitió una superioridad aérea completa para la Fuerza Aérea de la India.
Después de esta guerra, Pakistán fue retirando gradualmente sus F-86 Sabre y los reemplazó por cazas chinos F-6 (basados en el MiG-19 soviético). El último de los Sabre fue retirado del servicio en la PAF en 1980. Ahora se exhiben en el Museo de la Fuerza Aérea de Pakistán y en las ciudades en las que vivían sus pilotos.

### España

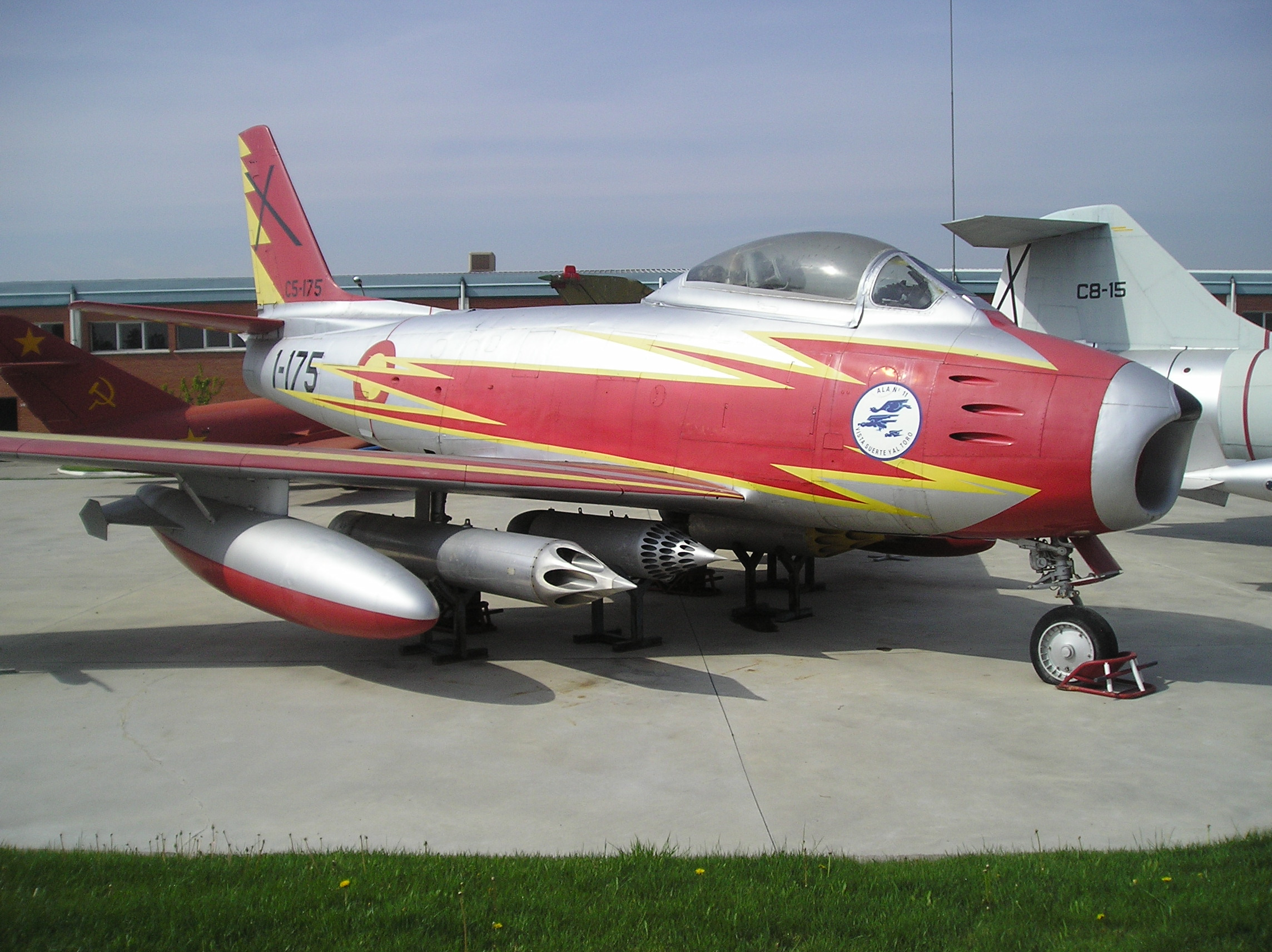
F-86F español de la Patrulla Ascua. Museo de Aeronáutica y Astronáutica de España, Madrid.

En 1953, el gobierno español firmó los acuerdos militares con Estados Unidos. El F-86 Sabre fue el primer caza a reacción del Ejército del Aire, siendo adquirido como parte de la ayuda americana. Los aparatos que recibió España procedían de lotes de aeronaves retiradas de unidades de primera línea de la USAF, por lo que todos los aviones tuvieron que ser revisados durante su recepción por Construcciones Aeronáuticas. El 30 de junio de 1955, aterrizaron en Getafe los dos primeros F-86F. En apenas 5 años se traspasaron a España 270 F-86F Sabre.
Su entrada en servicio se produjo en el Ala de Caza Número 1 (Manises), siendo el primer piloto el teniente coronel Gonzalo Hevia Álvarez-Quiñones, que con la Escuadrilla Azul había logrado 12 derribos confirmados. Los F-86 equiparon las Alas de Caza 1, 2 (Zaragoza), 4 (Mallorca), 5 (Morón) y 6 (Torrejón). En 1973, los últimos F-86 Sabre fueron dados de baja en el Ejército del Aire, tras 18 años de servicio y volar 350 000 horas.
Debido a la prohibición de Estados Unidos, los F-86 no se pudieron usar en combate en Ifni en 1957-58, pero sí participaron en la guerra mediante una operación de guerra psicológica. Cuatro F-86 fueron destacados a la base de Gando, con la misión de sobrevolar las zonas pobladas de Ifni a baja altura. Además se les hizo volar a gran altura sobre el desierto para que sus estelas de condensación hicieran creer a Marruecos y sus guerrillas que España tenía aviones a reacción con los que atacarlos.

### Portugal
La Fuerza Aérea Portuguesa (FAP) recibió, en 1958, 50 F-86F excedentes de la USAF, convirtiéndolos a la versión F-86F-40 y equipándolos con misiles AIM-9 Sidewinder. Diez años más tarde, se compró un lote de F-86F noruegos para usarlos como fuente de repuestos. Los últimos F-86 se dieron de baja en 1980.
En 1961, debido a las necesidades de la guerra colonial en África, 10 F-86F Sabre fueron destacados a Guinea-Bisáu. Inicialmente se pensó que sirvieran de disuasión frente a los MiG-15 y MiG-17 de algunos países vecinos. Los F-86 combatieron durante tres años, realizando vuelos de reconocimiento visual (RVIS) y armado (RECA), y a partir de enero de 1963, realizaron más de 500 misiones de ataque contra la guerrilla. En estos ataques emplearon sus ametralladoras de calibre 12,7 mm y bombas de 50 y 250 kg, así como tanques de napalm de 350 litros. Dos F-86F se perdieron en accidentes. Debido a las presiones de Estados Unidos, fueron retirados de Guinea-Bisáu, siendo en 1966 reemplazados por aviones Fiat G.91 R/4.
El uso de los F-86 fue problemático a pesar del éxito. Los aviones volaban menos de lo necesario, de 8 a 23 salidas operacionales por mes, y habían pasado en 1963 en más de un año la fecha de la Inspect and Repair as Necessary (IRAN). Además, sus radios UHF creaban problemas de comunicación con las radios PRC-10 del ejército, por lo que solo podían realizar misiones planeadas. Esto suponía que el apoyo cercano quedaba a cargo de los T-6 Texan, mucho más vulnerables al fuego antiaéreo.

### Venezuela

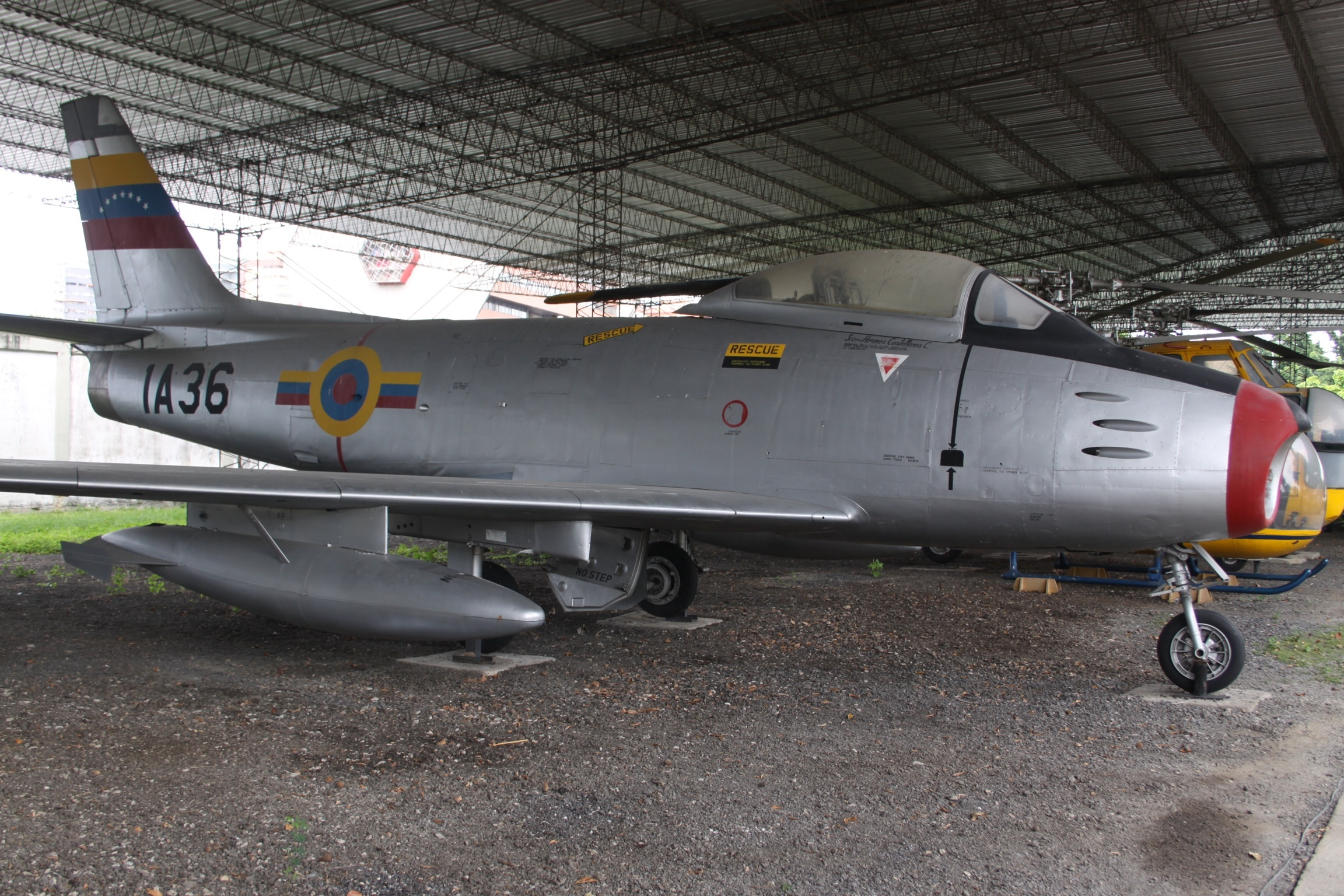
Vista de un F-86F en el Museo Aeronáutico de Maracay, Venezuela.

En 1955, la Fuerza Aérea Venezolana (FAV) adquirió 22 F-86F ex-USAF. Con la compra de reactores de Havilland Vampire,  de Havilland Venom y F-86 Sabre, Venezuela se convirtió en la fuerza aérea más moderna y mejor equipada del momento en Latinoamérica. En 1958, cuatro F-86F participaron en un alzamiento militar, ametrallando el palacio presidencial.
En 1965, la FAV adquirió 79 Fiat/North American F-86K Sabre Dog de segunda mano, ex-Luftwaffe, como parte del proyecto Ventura. De los adquiridos, solo 30 se destinaron al servicio operativo, los demás estaban destinados a servir como piezas de repuesto debido al desgaste de los aviones y su complejidad tecnológica. En 1974, los F-86K fueron retirados, y varios fueron donados a Honduras. En 1975 les llegó el turno de ser dados de baja a los F-86F Sabre, siendo algunos donados a la Fuerza Aérea Boliviana.

### Colombia
La Fuerza Aérea Colombiana (FAC) adquirió a Canadá, en 1956, 6 Canadair CL-13 Mark VI (F-86 fabricados en Canadá); posteriormente en 1963 recibió 2 F-86F ex-USAF y 2 F-86F retirados del Ejército del Aire Español. El F-86 fue el primer avión supersónico en la FAC. Cuatro aviones del primer lote se perdieron en accidentes, lo cual hizo necesario comprar los F-86F en 1963, y los restantes fueron retirados en 1967. Todos los aviones operados recibieron un esquema de camuflaje a pesar de operar como cazas.

### Argentina

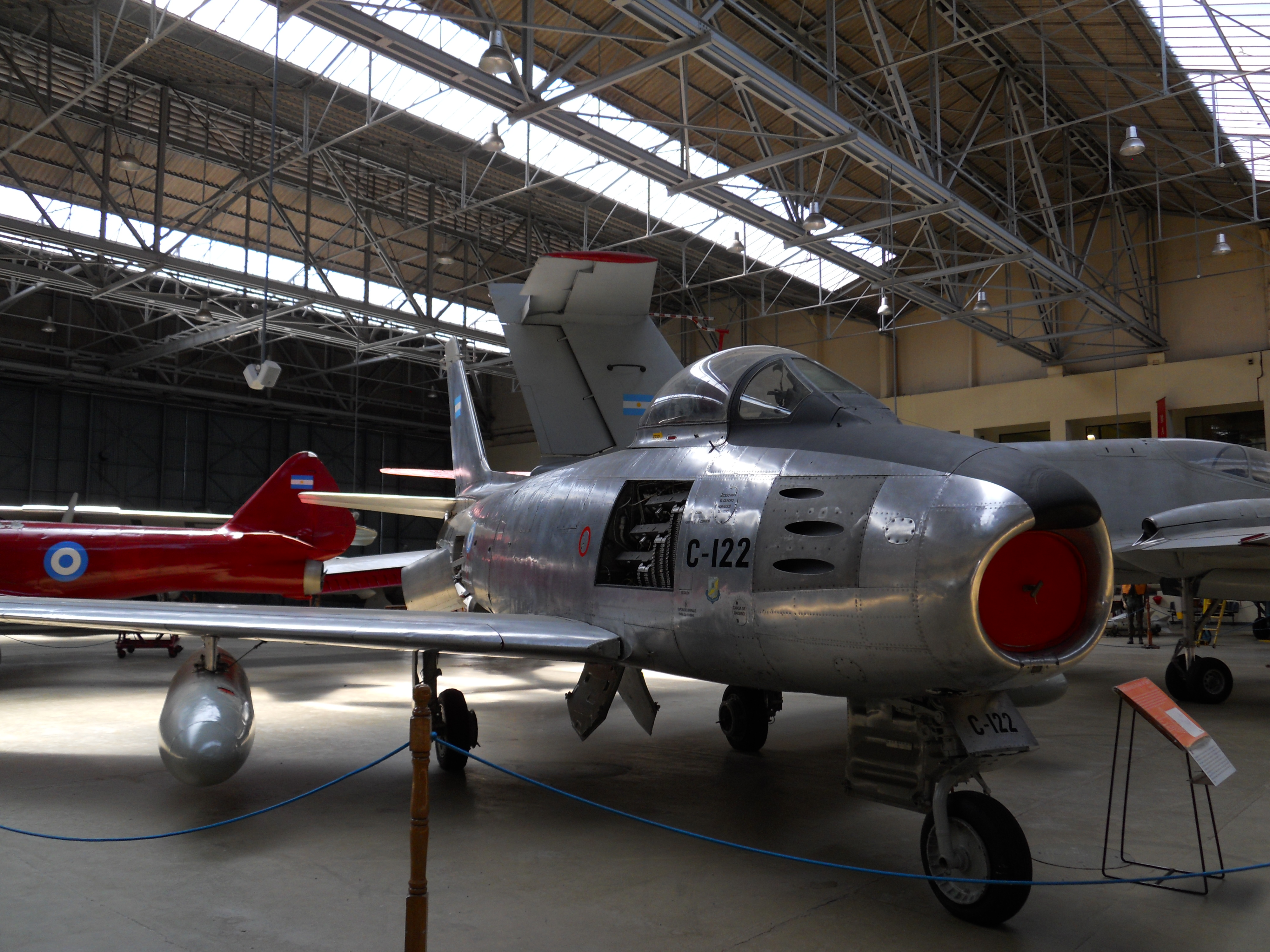
F-86F argentino en el Museo Nacional de Aeronáutica, Morón.

El caso de Argentina es distinto al resto de usuarios iberoamericanos del F-86. En los años 50, Argentina contaba con reactores en servicio, los Gloster Meteor, y estaba desarrollando un caza a reacción propio, el I.Ae. 33 Pulqui II, ya que se deseaba contar con un caza de fabricación nacional. Era un diseño prometedor, basado en el Ta 183 Huckebein y con alas en flecha, como sus contemporáneos F-86 Sabre, Lavochkin La-15 y MiG-15. El proyecto argentino, encabezado por el alemán Kurt Tank y el ingeniero local Norberto Morchio, estaba bastante avanzado, ya que se habían construido cinco prototipos y solo faltaba aprobar la producción en serie. Debido a obstáculos políticos y financieros internos y externos, más un inoportuno accidente del cuarto prototipo del Pulqui en una exhibición con oficiales de la Fuerza Aérea Argentina en noviembre de 1955, finalmente se optó por la compra del F-86 Sabre, lo que desgraciadamente supuso acabar con el proyecto Pulqui II y dio al traste con una década de avance tecnológico en la industria aeronáutica argentina. Los primeros intentos de comprar 100 F-86F, y posteriormente de comprar 36 Canadair Mk.VI, fracasaron debido a la falta de fondos. En 1959, Argentina finalmente negoció la compra de 28 F-86F-30 ex-USAF. El contrato incluía actualizar los aviones a la versión F-86F-40. Los F-86 Sabre llegaron a Argentina a lo largo del año 1960.
Los F-86 argentinos se emplearon en combate real durante la Revolución de 1963, una revuelta interna donde, junto a otros aviones, bombardearon la Base Aeronaval de Punta Indio. Hacia fines de los años 70 estaba programada su retirada y sustitución por aviones A-4C, incluso se planteó la venta a Uruguay de 13 aparatos, pero Estados Unidos vetó la venta. Durante la crisis con Chile en 1978 fueron rápidamente reactivados 15 F-86, posiblemente algunos también preparados para llevar misiles Shafrir II, y un destacamento de 6 F-86 fue destacado a la base de Río Gallegos para ayudar en la defensa de la extensa parte sur de Argentina. Aprovechando la ocasión, realizaron ejercicios de combate aéreo contra los A-4Q Skyhawk de la Aviación Naval, mientras el resto de F-86 activados se preparaban para estar plenamente operativos. Durante una salida de entrenamiento realizada en diciembre de 1978, cuatro F-86 Sabre armados penetraron en el espacio aéreo chileno durante unos 18 minutos, sondeando la capacidad de reacción de la defensa aérea chilena. Al no ser retirados de servicio, se les dedicó al entrenamiento de nuevos pilotos. Con fines propagandísticos, fueron nuevamente reactivados como aviones de combate durante la guerra de las Malvinas. Entre abril y junio de 1982, una decena de F-86F realizó misiones de patrulla aérea desde su base. Durante la posguerra, debido a las fuertes pérdidas sufridas por los A-4C Skyhawk, el F-86 siguió en servicio. Finalmente, en 1986, se retiraron del servicio definitivamente, ante el evidente desgaste de los aviones, tras 26 años de servicio y volar 66 944 h.

## Variantes

### North American F-86

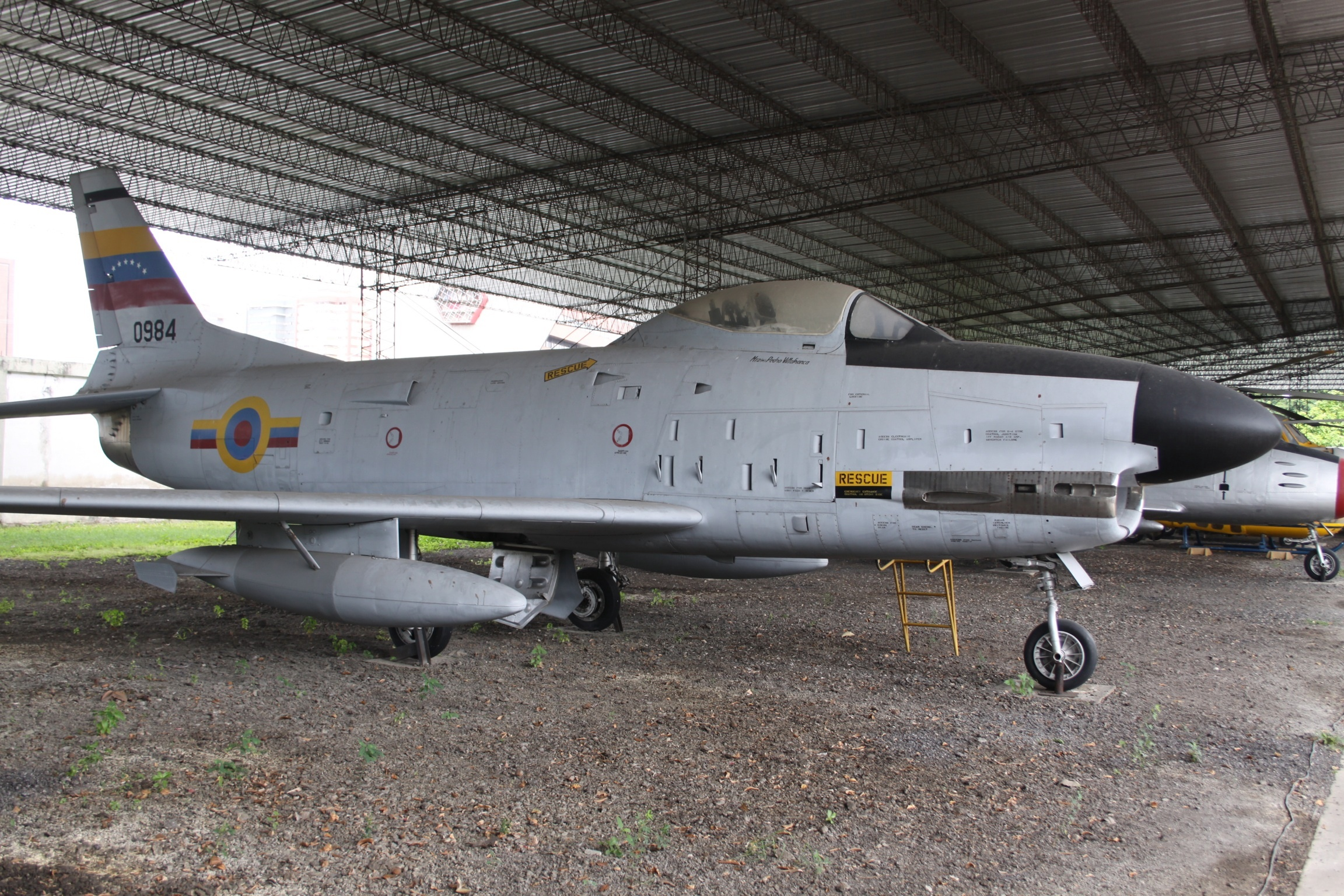
F-86K venezolano, Museo Aeronáutico de Maracay.

XF-86
Dos prototipos, denominados originalmente como XP-86, modelo North American NA-140.
YF-86A
Primer prototipo con el motor General Electric J47.
F-86A
554 unidades fabricadas, modelos North American NA-151 y NA-161.
DF-86A
Modificado como avión de control del misil "Matador".
EDF-86A
Modificado como avión de control del misil "Matador".
RF-86A
11 F-86A modificados con tres cámaras para reconocimiento aéreo.
F-86B (NA-152)
Pedido de 190 unidades. Se canceló a cambio de 188 F-86A adicionales y 2 F-86C.
F-86C
Denominación original del YF-93A, dos unidades construidas, cancelado un pedido de 118 unidades, modelo North American NA-157.
YF-86D
Prototipo de la versión interceptor con radar. Dos unidades construidas.
F-86D
Versión de interceptación con radar. 2504 ejemplares. Conocido como Sabre Dog.
F-86E
Nueva versión del F-86A con "flying tail" de operación hidráulica.
F-86E(M)
Canadair Sabre 2 y 4 modificados con ala "6-3" para la exportación.
QF-86E
Canadair Sabre 5 y 6 convertidos en aviones sin piloto.
F-86F
Versión cazabombardero con motor más potente y diversas mejoras. 2658 ejemplares.
QF-86F
F-86F-40 convertidos en aviones sin piloto.
RF-86F
F-86F modificados como aviones de reconocimiento.
TF-86F
2 prototipos de entrenador biplaza.
JF-86F
Ejemplares modificados con 4 cañones de 20 mm para evaluación.
F-86G
Redesignación dada a los F-86D-25.
YF-86H
2 prototipos del F-86H con motor J73-GE-3.
F-86H
Versión con motor J73-GE-3A. 483 ejemplares.
QF-86H
F-86H convertido en avión sin piloto para la Armada estadounidense.
F-86J
F-86A con motor Orenda. Un ejemplar.
F-86K
F-86D con radar y aviónica simplificada, eliminación de la batería de cohetes y la adición de cuatro cañones de 20 mm para la exportación. 346 ejemplares.
F-86L
F-86D Sabre Dog modificados con sistema SAGE (Semi-Automatic Ground Environment).

### CAC Sabre
Fabricado bajo licencia por la Commonwealth Aircraft Corporation (CAC) en Australia bajo la denominación CA-27 Sabre, con un motor Rolls-Royce Avon y armado con cañones ADEN de 30 mm: 
CA-26
Una unidad fabricada, prototipo.
Sabre Mk 30
21 unidades fabricadas, motor Avon 20.
Sabre Mk 31
21 unidades fabricadas.
Sabre Mk 32
69 unidades fabricadas, motor Avon 26.

### Canadair Sabre
F-86 fabricado por Canadair en Canadá bajo la denominación CL-13 Sabre, para reemplazar sus de Havilland Vampire: 
Sabre Mk 1
Una unidad fabricada, prototipo basado en el F-86A.
Sabre Mk 2
350 unidades fabricadas, modelo F-86E.
Sabre Mk 3
Una unidad fabricada en Canadá para probar el motor Orenda.
Sabre Mk 4
438 unidades fabricadas, modelo Mk 3 de producción.
Sabre Mk 5
370 unidades fabricadas, modelo F-86F con motor Orenda.
Sabre Mk 6
655 unidades fabricadas.
North American Aviation fabricó un total de 6297 F-86. Canadair fabricó 1815; CAC 112, Fiat 221 y Mitsubishi 300, lo que da una producción total para el Sabre de 8745 unidades (9860 si contamos los 1115 FJ Fury de la USN).

## Operadores

Ex operadores del F-86.

El North American F-86 Sabre fue uno de los cazas más utilizados en el mundo (incluyendo Canadair CL-13 Sabre, CAC Sabre y North American F-86D Sabre), con 42 países operadores (8 de América, 12 de Europa, 3 de África, 1 de Oceanía y el resto de Asia, en total 16 países).
 Arabia Saudita
- Real Fuerza Aérea Saudí: adquiridos 16 North American F-86F en 1958, posteriormente compró 3 F-86F a Noruega en 1966; asignados al Escuadrón N.º 7 con base en Dharhran.

 Alemania Occidental
- Véase North American F-86D Sabre y Canadair Sabre.

 Argentina
- Fuerza Aérea Argentina:[46] Adquiridos 28 F86F-30-NA (matrículas C-101 a C-128) en septiembre de 1960. Los Sabre ya estaban en la reserva cuando se produjo la guerra de las Malvinas, pero fueron puestos de nuevo en servicio activo para reforzar la defensa aérea contra una posible intervención chilena. Finalmente fueron retirados en 1986.

 Australia
- Véase CAC Sabre.

 Bangladés
- Véase Canadair Sabre.

 Bélgica
- Fuerza Aérea Belga: recibidos 5 F-86F Sabre que no fueron puestos en servicio operacional.

 Bolivia
- Fuerza Aérea Boliviana: adquiridos 10 F-86F de la Fuerza Aérea Venezolana en octubre de 1973. Fueron retirados del servicio en 1994, por lo que fueron los últimos cazas Sabre en servicio activo de todo el mundo.

 Birmania
 Canadá
- Véase Canadair Sabre.

 Colombia
- Fuerza Aérea Colombiana: adquiridos 2 F-86F del Ejército del Aire de España (N/S 2027 y 2028), 1 F-86F-25 de la Fuerza Aérea de los Estados Unidos (N/S 51-13226) y 6 Canadair Mk 6.

 Corea del Sur
- Fuerza Aérea de la República de Corea: adquiridos 122 North American F-86F y RF-86F a partir de junio de 1955; asignados a la 10.ª Ala. También sirvieron en el equipo acrobático Black Eagles, hasta que fueron retirados en 1966.

 Dinamarca
- Véase North American F-86D Sabre.

 España
- Ejército del Aire de España: adquiridos 270 North American F-86F entre 1955 y 1958; fueron designados C.5 y asignados a 5 alas: Ala de Caza 1, 2, 4, 5 y 6. Fueron retirados de servicio en 1972.

 Estados Unidos
- Fuerza Aérea de los Estados Unidos

 Etiopía
- Fuerza Aérea de Etiopía: adquiridos 14 F-86F en 1960.[47]

 Filipinas
- Fuerza Aérea de Filipinas: adquiridos 50 F-86F en 1957. Retirados a principios de los años 1970.

 Francia
- Véase North American F-86D Sabre.

 Grecia
- Véase North American F-86D Sabre y Canadair Sabre.

 Honduras
- Véase North American F-86D Sabre y Canadair Sabre.

 Indonesia
- Véase CAC Sabre.

 Irak
- Fuerza Aérea Iraquí: adquiridos 5 F-86F.[47]

 Irán
- Fuerza Aérea Imperial Iraní: adquiridos un número desconocido de aviones F-86F.[47]

 Italia
- Aeronáutica Militar Italiana: recibidos primero 179 Canadair Sabre Mk 4 (F-86E) y posteriormente 121 F-86K producidos por FIAT entre 1955 y 1958, más 120 F-86K de segunda mano procedentes de la Fuerza Aérea de los Estados Unidos. Sirvieron en varios Grupos de Caza y Aerobrigadas y en también en el grupo acrobático Frecce Tricolori.

 Japón
- Fuerza Aérea de Autodefensa de Japón: adquiridos 180 F-86F fabricados en Estados Unidos entre 1955 y 1957, y 300 F-86F fabricados bajo licencia por Mitsubishi entre 1956 y 1961. Fueron asignados a 10 escuadrones de caza, el F-86F fue nombrado "Kyokukō" (旭光, Rayo de sol naciente) y el F-86D "Gekkō" (月光, Luz de luna). También sirvieron en el equipo acrobático Blue Impulse, 18 de la versión F fueron convertidos en aviones de reconocimiento en 1962.

 Malasia
- Véase CAC Sabre.

 Noruega
- Real Fuerza Aérea Noruega: adquiridos 115 F-86F entre 1957 y 1958; asignados a los escuadrones N.º 331, 332, 334, 336, 337, 338 y 339.

 Países Bajos
- Véase North American F-86D Sabre.

 Pakistán
- Fuerza Aérea de Pakistán: adquirios 102 F-86F-35-NA y F-86F-40-NA, los últimos Sabre que salieron de la línea de producción de North American Aviation, entre 1954 y los años 60.

 Perú
- Fuerza Aérea del Perú: adquiridos 26 North American F-86F en 1955, asignados al Escuadrón Aéreo 111, Grupo Aéreo n.º 11 en la Base Aérea de Talara. Retirados del servicio en 1979.

 Portugal
- Fuerza Aérea Portuguesa: adquiridos 50 North American F-86F en 1958, entre los que se incluyeron algunos procedentes del 531.º Escuadrón de Cazabombarderos de la Fuerza Aérea de los Estados Unidos con base en Portugal. Asignados al 201.º Escuadrón Falcões y al 52.º Escuadrón Galos en la Base Aérea N.º 5 en Monte Real.

 Reino Unido
- Véase Canadair Sabre.

 Sudáfrica
- Fuerza Aérea Sudafricana: arrendados 22 F-86F-30 durante la guerra de Corea, donde entraron en acción con el 2.º Escuadrón.

 Taiwán
- Fuerza Aérea de la República de China: adquiridos 320 North American F-86F, 7 RF-86F y 18 F-86D. Los 18 F-86D fueron devueltos a Estados Unidos y luego enviados 6 a la Fuerza Aérea de la República de Corea y 8 a la Fuerza Aérea de Filipinas en 1966. Fueron retirados en 1977.

 Tailandia
- Real Fuerza Aérea Tailandesa: adquiridos 40 North American F-86F en 1962; asignados a los Escuadrones N.º 12, 13 y 43.

 Túnez
- Fuerza Aérea de Túnez: adquiridos 15 F-86F de segunda mano a Estados Unidos en 1969.

 Turquía
- Fuerza Aérea Turca: adquiridos 12 North American F-86F.

 Venezuela
- Fuerza Aérea Venezolana: adquiridos 30 North American F-86F entre octubre de 1955 y diciembre de 1960.

 Yugoslavia
- Fuerza Aérea de Yugoslavia: adquiridos 121 Canadair CL-13 y F-86E, en servicio entre 1956 y 1971.

## Especificaciones (F-86F-40-NA)
Referencia datos: The North American Sabre

### Características generales
- Tripulación: Uno (piloto)
- Longitud: 11,4 m (37,4 ft)
- Envergadura: 11,3 m (37,1 ft)
- Altura: 4,5 m (14,8 ft)
- Superficie alar: 29,1 m² (313,3 ft²)
- Peso vacío: 5046 kg (11 121,4 lb)
- Peso cargado: 6894 kg (15 194,4 lb)
- Peso máximo al despegue: 8234 kg (18 147,7 lb)
- Planta motriz: 1× turborreactor General Electric J47-GE-27.
  - Empuje normal: 26,3 kN (2681 kgf; 5910 lbf) empuje máximo a 7950 rpm durante 5 minutos de empuje.
- Capacidad de combustible: 1650 litros internos y hasta 2 depósitos externos de 756 litros de combustible JP-4

### Rendimiento
- Velocidad máxima operativa (Vno): 1106 km/h (687 MPH; 597 kt) a nivel del mar con peso de combate (6447 kg)
- Velocidad de entrada en pérdida (Vs): 200 km/h (124 MPH; 108 kt)
- Alcance: 2454 km (1325 nmi; 1525 mi)
- Techo de vuelo: 15 118 m (49 600 ft) con peso de combate
- Régimen de ascenso: 45,7 m/s (9000 ft/min) a nivel del mar
- Carga alar: 236,7 kg/m² (48,5 lb/ft²)
- Empuje/peso: 0,38
- Tiempo a altitud: 5,2 min a 9100 m sin carga externa

### Armamento
- Ametralladoras: 

  - 6x M3 Browning de calibre 12,7 mm (.50) en el morro con 1602 proyectiles en total.
- Puntos de anclaje: 4 soportes externos con una capacidad de 2400 kg, para cargar una combinación de:  
  - Bombas: Varios tipos, máximo de 907 kg.
  - Cohetes: Varios tipos, por ejemplo 2× contenedor Matra con 18× cohete SNEB de 68 mm.
  - Misiles: 
Misiles aire-aire
    - 2x AIM-9B Sidewinder
    - 2x Shafrir II

  - Otros: 

    - Contenedores de napalm
    - 2x depósitos de combustible externos de 756 litros

## Aeronaves relacionadas

### Desarrollos relacionados
- CAC Sabre
- Canadair Sabre
- Fuji T-1
- North American FJ-1 Fury
- North American FJ-2/-3 Fury
- North American FJ-4 Fury
- North American F-86D Sabre
- North American YF-93
- North American F-100 Super Sabre

### Aeronaves similares
- Focke-Wulf Ta 183
- FMA IAe 33 Pulqui II
- Grumman F-9 Cougar
- Republic F-84F Thunderstreak
- Dassault Mystère
- Hawker Hunter
- Saab 29 Tunnan
- Lavochkin La-15
- Mikoyan-Gurevich MiG-15
- Mikoyan-Gurevich MiG-17

### Secuencias de designación
- Secuencia NA-_ (interna de North American): ← NA-137 - NA-138 - NA-139 - NA-140 - NA-141 - NA-142 - NA-143 -- NA-148 - NA-149 - NA-150 - NA-151 - NA-152 - NA-153 - NA-154 - NA-155 -- NA-158 - NA-159 - NA-160 - NA-161 - NA-162 - NA-163 - NA-164 -NA-165 - NA-166 - NA-167 - NA-168 - NA-169 - NA-170 - NA-171 - NA-172 - NA-173 - NA-174 - NA-175 - NA-176 - NA-177 - NA-178 - NA-179 - NA-180 - NA-181 -- NA-184 - NA-185 - NA-186 - NA-187 - NA-188 - NA-189 - NA-190 - NA-191 - NA-192 - NA-193 - NA-194 - NA-195 - NA-196 -- NA-199 - NA-200 - NA-201 - NA-202 - NA-203 - NA-204 - NA-205 - NA-206 - NA-207 - NA-208 - NA-209 - NA-210 - NA-211 - NA-212 - NA-213 - NA-214 - NA-215 - NA-216 - NA-217 - NA-218 - NA-219 - NA-220 - NA-221 - NA-222 - NA-223 - NA-224 - NA-225 - NA-226 - NA-227 - NA-228 - NA-229 - NA-230 - NA-231 - NA-232 - NA-233 - NA-234 - NA-235 - NA-236 - NA-237 - NA-238 - NA-239 - NA-240 - NA-241 -- NA-253 - NA-254 - NA-255 - NA-256 - NA-257 - NA-258 - NA-259 →
- Secuencia P-_ (Cazas (Pursuit/Fighter) del USAAC/USAAF/USAF, 1924-1962): ← XP-83 - P-84/F-84/F/H - P-85/F-85 - P-86/F-86/D - P-87/F-87 - P-88/F-88 - P-89/F-89 →
- Secuencia C._ (Aeronaves de Caza del Ejército del Aire español, 1954-1978): C.1 - C.4E/J - C.5 - C.6 - C.8 - C.9 →